# Paracles obscurior
Paracles obscurior är en fjärilsart som beskrevs av William Schaus 1933. Paracles obscurior ingår i släktet Paracles och familjen björnspinnare. Inga underarter finns listade i Catalogue of Life.